# Fiat SPA 36R
Le Fiat SPA 36R est un camion militaire léger, porteur en version 4x2, fabriqué par le constructeur italien S.P.A., filiale de Fiat V.I., entre les années 1933 et 1934. 
Le Fiat SPA 36R a été conçu en parallèle avec le Fiat SPA 38R. Il se distingue extérieurement de ce dernier avec l'avant de son capot moteur doté d'une calandre se terminant par un demi-cercle, alors que celle du 38R est rectangulaire. Son moteur est refroidi par air, contrairement à celui du SPA 38R, dans le but d'employer ce camion dans les zones désertiques des colonies italiennes, et en montagne durant la période hivernale (là où l'eau est difficile à trouver ou bien gelée). Mais cette version ne fut produite qu'à un très faible nombre d'exemplaires, en raison de sa configuration, son refroidissement par air qui représente une véritable exception dans la gamme Fiat V.I., et pour une utilisation réservée à la Libye en 1938.

## Histoire
Le camion Fiat SPA 36R a été créé sur commande du Regio Esercito, l'armée du Roi d'Italie, dans le but de remplacer le camion Fiat SPA 25C/10. La conception et la production de ce camion a été confiée à la filiale poids lourds de Fiat V.I. de l'époque S.P.A.. SPA présenta 2 prototypes : l'un traditionnel avec un moteur refroidi par eau, le 38R et un second avec un moteur refroidi par air, le 36R.
Ce dernier a été présenté comme le système idéal pour des opérations militaires dans le cadre africain et pour faire face aux rigueurs du climat de montage, là où l'eau pour les refroidissement est très rare ou gelée. SPA avait soumis ces deux modèles semblables mais pouvant être complémentaires aux autorités militaires italiennes.
Contre toute attente, les autorités militaires retinrent les deux versions qu'ils homologuèrent en 1935 et envoyèrent la première livraison en Libye italienne et en Afrique orientale italienne. Cette version refroidie par air ne donna pas vraiment satisfaction ce qui limita sa production à la première commande préliminaire sans autre complément, contrairement au 38R qui sera largement utilisé pendant la Guerre d'Espagne et sur tous les fronts de la Seconde Guerre mondiale.

## Technique
Le Fiat SPA 36R disposait du même châssis et de la même mécanique que son homologue refroidi par eau, le Fiat SPA 38R. Son moteur était le fameux Fiat Tipo 18, essence, 6 cylindres en ligne d'une cylindrée de 4 426 cm3, développant ici 50 ch. 